# План „Балцерович“
Планът Балцерович (на полски: Plan Balcerowicza) – известен по-популярно като шокова терапия – е план от 1989 г. за бърз преход на полската икономика от планова, основана на държавна собственост и централно планиране, към капиталистическа пазарна икономика. Носи името на своя автор Лешек Балцерович, вицепремиер и министър на финансите в правителството на Тадеуш Мазовецки.
По време на изпълнението на плана се наблюдава временен спад на производството и ръст е отбелязан едва през 1992 г., но в крайна сметка планът довежда до бърза финансова стабилизация и поставя началото на период на непрекъснат икономически растеж. По-късно аналогични реформи, в една или друга степен, са проведени и в редица други страни.

## Предистория
След 45 години на социалистическо управление икономиката на Полша не е пригодена за интеграция със световния пазар. Темпът на инфлация е 639,6 % и продължава да расте. Болшинството предприятия са държавни и неефективни, с остарели технологии, съществува монопол в много сектори. Безработица почти не съществува, макар че заплатите са ниски, а поради стоковия дефицит в магазините липсват дори основни хранителни продукти.
Между представители на официалния режим (ПОРП) и на опозиционните сили (Солидарност) се провеждат официални преговори на кръгла маса. Те протичат във Варшава между 6 февруари и 5 април 1989 г. Постигнатите там съглашения проправят пътя към участието на опозицията в изборите, като реформаторите от ПОРП планират да допуснат легализиране на опозицията, като поделят с нея отговорността и така да неутрализират обществената съпротива. ПОРП обаче губи изборите на 4 юни 1989 г. и става ясно, че режимът вече е нелегитимен. Сформирано е правителството на Тадеуш Мазовецки, а президент на Полша става бившият лидер на ПОРП Войчех Ярузелски.

## Описание
През септември 1989 г. е създадена експертна комисия с председател Лешек Балцерович, известен полски икономист, министър на финансите и заместник министър-председател на Полша. Сред членовете на комисията е Джордж Сорос и подкрепяните от него Джефри Сакс, Станислав Гомулка, Стефан Кавалец и Войчех Мисяг. Комисията изготвя план за мащабни реформи, които трябва да позволят бързото преобразуване на икономиката от остарялата и неефективна планова икономика към капитализма на държавите от Западна Европа и Америка. Още преди това е започнала либерализация на цените – от 1 август.
На 6 октомври планът е представен по националната телевизия и през декември полският Сейм приема пакет от 11 законодателни акта, които президентът подписва на 31 декември 1989 г. Те са:
- Закон за финансови икономии в държавните компании, който позволява на държавните предприятия да обявят фалит. По този начин е сложен край на илюзията, че предприятието може да съществува дори при липса на ефективност и отчетност.
- Закон за банковата дейност, който забранява на националната централна банка да финансира дефицита на държавния бюджет и забранява емитирането на нови пари.
- Закон за кредитите, който отменя изгодното кредитиране на държавните компании и обвързва лихвените проценти с инфлацията.
- Закон за данъчно облагане на свръхувеличение на заплатата, който въвежда данъчни ограничения върху ръста на заплатите в държавните компании с цел ограничаване на хиперинфлацията.
- Закон за нови правила в данъчното облагане – въвежда еднакви данъчни правила за всички компании и отменя специалните данъци за частните компании, които по-рано са се прилагали с административни решения.
- Закон за стопанската дейност на чуждите инвеститори – позволява на чужди компании и частни лица да инвестират в полската икономиката и да изнасят печалбата зад граница.
- Закон за чуждестранните валути, който въвежда вътрешна конвертируемост на полската злота и отменя държавния монопол върху международната търговия.
- Закон за митниците, установява единни митнически ставки за всички компании.
- Закон за заетостта, който регулира изплащането на пособия по безработица.
- Закон за особените обстоятелства, при които може да бъде уволнен работникът – въвежда защита на работниците от държавните предприятия от масови уволнения и гарантира изплащането на пособия по безработица.

Планът Балцерович предполага строго ограничаване на инфлацията, привеждане на държавния бюджет в балансирано състояние в срок от една година, равновесие на стоковия и паричния пазари, преход на всички сектори на икономиката на пазарни начала. За тази цел се повишават цените на дребно, съкращават се бюджетните дотации, ограничават се паричните доходи, а за предприятията се въвежда частична вътрешна конвертируемост на злотата и се установява единен обменен курс.
В края на декември планът е одобрен от Международния валутен фонд. Неговата подкрепа е особено важна, защото държавният дълг към различни чужди банки и правителства достига $ 42.3 млрд. (64,8% от БВП). През 1989 г. МВФ предоставя на Полша стабилизационен заем от $ 1 млрд. и резервен кредит от $ 720 милиона. След това Световната банка предоставя на Полша допълнителни кредити за модернизация на експортно-ориентираните предприятия. Много правителства спазват старите си задължения и изплащат дълговете си към комунистическа Полша (около 50 % от сумата на заемите и всички натрупани лихви към 2001).
Въпреки успеха на реформата, нейните социални последици започват да предизвикват недоволство и противоречиви оценки още през първата година. Даже като се отчита приватизацията на държавния сектор, постепенните промени се постигат трудно. Обемът на производството нараства, но едновременно скаача и безработицата. Докато веднага са приложени много стимули за оздравяване на икономиката, приватизацията на държавните компании се разтегля дотогава, докато процедурата по раздържавяване не става безболезнена за обществото, за да се избегне ситуацията на „див капитализъм“.
Според Ц. Златков периодът от само две години (от края на 1989 г. до края на 1991 г.), в който е постигната стабилизация и промяна на икономическата система в Полша изглежда „фантастичен на фона на „безкрайния“ и мъчителен преход на България“.